# Héctor Larroque
Héctor Damián Larroque (30 de noviembre de 1971 - 2 de agosto de 2011) fue un futbolista argentino. Jugaba de arquero y su último equipo fue el Sportivo Italiano.

## Carrera
Nació en las inferiores del Club Atlético Boca Juniors.

### Etapa en Boca
Venía de jugar en la reserva donde era suplente de Martín Horacio Herrera. Hasta la quinta división el Pachi jugaba con la camiseta "10", cuando lo iban a dejar libre y Boca necesitaba arqueros para la cuarta división en la reserva, Pachi cambió por el puesto de arquero. Aunque tuvo la desgracia de coincidir en la valla con el arquero "El Mono" Carlos Fernando Navarro Montoya, dueño indiscutido del arco de Boca.
Larroque jugó en solo un partido oficial en la primera ocurrido tras la estrepitosa caída por 5 a 1 contra el Club Atlético Vélez Sársfield en Liniers, por el clausura de 1996. En ese partido Javier Castrilli expulsó a Néstor Fabbri, Carlos Mac Allister y a Diego Armando Maradona y le sacó la amarilla al "mono" inhibiéndole de jugar el domingo siguiente contra Club Atlético Banfield. Por ello Carlos Bilardo, el 23 de junio, lo hizo debutar ganando Boca 3 a 2. Pachi no la pasó nada bien y el mono volvió a su puesto. Apenas volvió a sonar integrando una sola vez el banco de suplentes. En aquella tarde frente al Taladro, le inflaron la red Julio Ricardo Cruz y Javier Baena. Sin embargo, se dio el gusto de jugar con Diego Maradona, Juan Sebastián Verón, Claudio Caniggia, Nelson Vivas y el Kily González.

### Labor en otros clubes
Sin ninguna posibilidad de jugar en Boca, Larroque jugó en el Club Deportivo Godoy Cruz Antonio Tomba de Mendoza entre 1996 y 1998, y en el Club Atlético San Miguel entre 1998 y 1999.
En el Club Villa Mitre de Bahía Blanca, que jugó entre 1999 y 2002, comprando inclusive una casa, llegó a ser referente, a tal punto de patear penales, compartiendo cancha con  Leonardo Luppino, Mauro Gerk, José Luis Pelanda y Alberto Boggio.
Partió nuevamente para Mendoza para jugar en el Club Atlético San Martín desde el 2002 hasta el 2003. 
Tras su breve labor en el Club Estudiantes de La Plata, donde fue llevado nuevamente por Bilardo y jugó desde el 2003 hasta el 2004 a préstamo por una temporada, pero las cosas no anduvieron bien. Quedó como tercer arquero detrás de Docabo y Herrera solo atajando en contadas oportunidades en reserva. Esa temporada la perdió.
En el 2005 y tras volver de una temporada en el Club Atlético San Martín de Mendoza, trabajó en el Club Atlético Huracán (Tres Arroyos) como suplente del arquero Daniel Islas. 
Su último desempeño futbolístico fue en el 2008 y 2009 en el Club Sportivo Italiano también como arquero suplente de Albano Anconetani, ascendiendo a la  "B" Nacional. En el ACIA pasó los últimos cuatro años de su vida ganando su último partido el 27 de marzo de 2010 ante Club Atlético Rafaela por 3 a 1. Se despidió como profesional en abril, en Floresta, cuando Italiano perdió en un memorable partido 5 a 4 con All Boys.
Desde el 2010 se dedicaba como ayudante de campo del técnico Gustavo De Giuli y como entrenador de arqueros en el Club Deportivo Laferrere.

## Clubes
| Club                    | País      | Año       |
| ----------------------- | --------- | --------- |
| Boca Juniors            | Argentina | 1996      |
| Godoy Cruz              | Argentina | 1996-1998 |
| San Miguel              | Argentina | 1998-1999 |
| Villa Mitre             | Argentina | 1999-2002 |
| San Martín              | Argentina | 2002-2003 |
| Estudiantes de La Plata | Argentina | 2003-2004 |
| San Martín (Mendoza)    | Argentina | 2004-2005 |
| Huracán (Tres Arroyos)  | Argentina | 2005-2006 |
| Sportivo Italiano       | Argentina | 2006-2010 |

## Suicidio
Larroque se ahorcó en la terraza de su domicilio el martes 2 de agosto de 2011, el móvil fue una profunda depresión en la que estaba inmerso debido a sus problemas familiares como la pelea por la tenencia de su hija y también por el abandono por parte del mundo futbolístico. Sus restos fueron velados en la Unión vecinal de Aldo Bonzi.